# Scarpe
Die Scarpe (ndl. Skarpe) ist ein Fluss im nördlichen Frankreich, der in der Region Hauts-de-France verläuft. Sie entspringt im Gemeindegebiet von Tincques, entwässert generell Richtung Ost bis Nordost durch den Regionalen Naturpark Scarpe-Schelde (französisch: Parc naturel régional Scarpe-Escaut) und mündet nach rund 94 Kilometern bei Mortagne-du-Nord als linker Nebenfluss in die Schelde. Unterwegs münden nur kleinere Flüsse in die Scarpe. Auf ihrem Weg durchquert die Scarpe die Départements Pas-de-Calais und Nord.

## Orte am Fluss
- Berles-Monchel
- Savy-Berlette
- Aubigny-en-Artois
- Marœuil
- Anzin-Saint-Aubin
- Saint-Nicolas
- Arras
- Saint-Laurent-Blangy
- Cuincy
- Douai
- Waziers
- Lallaing
- Marchiennes
- Saint-Amand-les-Eaux
- Mortagne-du-Nord

## Geschichte
Das Kohlerevier an der Scarpe ist Schauplatz des Bergbau-Romans "Germinal" von Émile Zola. Auch der Fluss wird im Roman erwähnt.
Während des Ersten Weltkriegs war das Tal der Scarpe Schauplatz vieler Kämpfe.

## Schifffahrt
Ab Arras, das sind rund 2/3 seines Laufes, wurde der Fluss für die Schifffahrt kanalisiert. Bei Douai quert er den Canal de la Sensée, der hier Teil des Großschifffahrtsweges Dünkirchen-Schelde ist.